# Magüi Mira
Magüi Mira Franco (Valencia, 14 de agosto de 1944) es una actriz, escritora, productora  y directora teatral española.

## Biografía
Actriz laureada en teatro, su primer trabajo fue el monólogo de La noche de Molly Bloom escrita por Sanchis Sinisterra. La obra está basada en el Ulises de James Joyce. 
Fue galardonada junto a José Luis Pellicena con el Premio Celestina por la obra Escenas de un matrimonio adaptación teatral de la película Secretos de un matrimonio de Ingmar Bergman.
Era hermana del cineasta Carles Mira (1947-1993). Estuvo casada con el dramaturgo José Sanchis Sinisterra, con el que tuvo dos hijas, la actriz Clara Sanchis y la diseñadora de vestuario Helena Sanchis. Casada actualmente con Emilio Hernández Soriano, exdirector del Festival de Teatro Clásico de Almagro (2005-2008).

## Teatro (como actriz)
- La noche de Molly Bloom (1980), de James Joyce, dirigida por José Sanchis Sinisterra
- Fedra (1986) de Eurípides
- Pareja abierta (1986), de Darío Fo
- Séneca o el beneficio de la duda (1987) de Antonio Gala
- El hombre deshabitado (1988) de Rafael Alberti
- Miles gloriosus (1989), de Plauto
- Maribel y la extraña familia (1989) de Miguel Mihura
- Voces de gesta (1991) de Valle-Inclán
- La señorita Julia (1993) de August Strindberg
- Tres mujeres altas (1995), de Edward Albee
- Cristales rotos (1995), de Arthur Miller
- Antonio y Cleopatra (1996) de William Shakespeare
- El anzuelo de Fenisa (1997), de Lope de Vega
- Cartas de amor a Stalin (1999), de Juan Mayorga
- Descalzos por el parque (2006), de Neil Simon
- El cerco de Leningrado (2010) de José Sanchis Sinisterra.
- La anarquista (2013) de David Mamet.
- La culpa (2019) de David Mamet.

## Teatro (como directora)
- Madame Bovary (2012), con texto adaptado por Emilio Hernández, basado en la novela de Gustave Flaubert. Teatro Bellas Artes.
- Kathie y el hipopótamo (2013), de Mario Vargas Llosa. Naves del Español.
- En el estanque dorado (2013), de Ernest Thompson. Teatro Principal.
- El discurso del rey (2015), con texto adaptado por Emilio Hernández, basado en el guion de David Seidler. Teatro Español.
- César y Cleopatra (2015), de Emilio Hernández. Teatro Español.
- Festen (2017), texto de Thomas Vinterberg y Mogens Rukov, adaptación de Bo Hr. Hansen. Teatro Valle Inclán, Centro Dramático Nacional.
- La velocidad del otoño (2017), de Eric Coble, versionada por Bernabé Rico. Teatro Bellas Artes.
- Consentimiento (2018), texto de Nina Raine. Teatro Valle Inclán, Centro Dramático Nacional.
- Las amazonas (2018), texto de Magüi Mira, basado en la obra Pentesilea de Heinrich von Kleist. Teatro Romano de Mérida.
- Penélope (2020), texto de Magüi Mira, basada en una reinterpretación femenina de la Odisea y del mito de Penélope. Teatro Romano de Mérida.

## Filmografía
| Año  | Título                                      | Personaje      | Dirección                       |
| ---- | ------------------------------------------- | -------------- | ------------------------------- |
| 1989 | El rey del mambo                            | Ana            | Carles Mira                     |
| 1989 | El acto                                     | Marta          | Héctor Faver                    |
| 1990 | Yo soy esa                                  | Encarna        | Luis Sanz                       |
| 1993 | El laberinto griego                         | Luz            | Rafael Alcázar                  |
| 1993 | Dime una mentira                            | Ana            | Juan Sebastián Bollaín          |
| 1996 | La sal de la vida                           | Lupe           | Eugenio Martín                  |
| 2002 | Reflejos                                    | Virginia       | Miguel Ángel Vivas              |
| 2003 | Arroz y tartana (Película de TV)            | Doña Clara     | José Antonio Escrivá            |
| 2005 | Las cerezas del cementerio (Película de TV) | Dulcenombre    | Juan Luis Iborra                |
| 2008 | Arte de Roubar                              | Condesa        | Leonel Vieira                   |
| 2012 | Beige (cortometraje)                        | Esposa anciana | Triana Lorite                   |
| 2018 | En las estrellas                            | Alicia         | Zoe Berriatúa                   |
| 2020 | Un mundo normal                             | Carolina       | Achero Mañas                    |
| 2022 | Venus                                       | Marga          | Jaume Balagueró                 |
| 2023 | Olvido                                      | Matriarca      | Inés París                      |
| 2023 | Alguien que cuide de mí                     | Lilith         | Daniela Fejerman y Elvira Lindo |

## Televisión (como actriz)
- Teresa de Jesús (1984), de Josefina Molina.
- El olivar de Atocha (1989), de Lola Salvador.
- Miguel Servet, la sangre y la ceniza (1989), de José María Forqué.
- La casa de los líos (1999-2000)
- Estudio 1: Las amargas lágrimas de Petra von Kant (2001)
- Arroz y tartana (2003)
- Martes de Carnaval (2008)
- La que se avecina (2016), como Estrella Pacheco (1 episodio: Una yaya por sorpresa, una vasectomía y la gran orquesta de Montepinar).
- Estoy vivo (2021)
- Alma (2022)
- Atasco (2024) como Monja

## Premios y reconocimientos
- 2019: Premio Valle-Inclán de Teatro, en la XIII edición del Premio por su trabajo en la dirección teatral de la obra Consentimiento.[2]
- 2016: Medalla de Oro al Mérito en las Bellas Artes.[3]
- 2016: Premio Ercilla en categoría Especial a la Trayectoria Artística
- 2014: Es nombrada miembro de la Academia de las Artes Escénicas.
- 2014: Premio Ceres a la Mejor Dirección por En el estanque dorado, de Ernest Thompson.
- 2002: Premio Agora a la Mejor Dirección por El perro del hortelano, de Lope de Vega.
- 2001: Premio María Guerrero a la Mejor Actriz por Escenas de matrimonio, de Ingmar Bergman.
- 2000: Premio Celestina a la Mejor Actriz de la Crítica de Madrid por Escenas de matrimonio, de Ingmar Bergman.
- 2000: Premio Celestina a la Mejor Actriz de la Crítica de Madrid por Cartas de amor a Stalin, de Juan Mayorga.
- 1995: Premio Ercilla en la categoría Mejor Intérprete Femenina por Cristales rotos, de David Mamet.
- 1985: Premio Ercilla a la Mejor Actriz por Pareja abierta, de Darío Fo.